# 2022-es buffalói lövöldözés
2022. május 14-én a Tops Friendly Markets bevásárlóközpontban lövöldözésre került sor a New York államban található Buffalóban. A helyi hivatalok és Joe Biden elnök is fehér felsőbbrendűségi terrortámadásnak nevezte. Tíz ember meghalt és hárman megsérültek. Az elkövető élő adásban közvetítette a támadását a Twitch platformon. A vádlottat, 18 éves Payton S. Gendront letartóztatták. Nyilvánosságra hozott egy manifesztumot, amelyben azt írta, hogy hisz a fehér felsőbbrendűségben. Az érintettetekből 11 fekete, kettő pedig fehér volt.

## Lövöldözés
Az elkövető 14:30 körül érkezett Conklinból a Jefferson Avenue-n található Tops bevásárlóközpontba, amely Buffalo egyik főként afroamerikaiak által lakott szomszédságában található. Az elkövető teljes testét védő felszerelésben érkezett, egy katonai fejvédőt viselt. Három fegyver volt nála, egy félautomata fegyver, egy puska és egy sörétes puska. A fejvédőjére volt rögzítve egy kamera, amelyen élőben közvetítette támadását a Twitch-en. Ahogy közeledett a helyszínhez a következőt lehetett hallani a felvételen: „Most már meg kell tenni.”
A támadó meglőtt négy embert a parkolóban, akik közül hárman meghaltak. Mikor belépett a boltba, Aaron Salter, a bolt biztonsági őre és a buffalói rendőrség visszavonult tisztje rálőtt a lövöldözőre. Az által viselt felszerelésnek köszönhetően Salter lövedékei nem állították meg és vissza tudott lőni a biztonsági őrre, aki a helyszínen meghalt. Ezt követően sétálva haladt át a bolton, meglőve nyolc embert, hatan belehaltak sérülésükbe. Egy felvételen lehet látni, ahogy az elkövető egy földön ülő fehér emberre irányítja fegyverét, majd elfordul tőle és bocsánatot kér.
14:31-kor a buffalói rendőrség hívást kapott a lövöldözésről a boltból. Az első rendőrök és tűzoltók egy perccel később érkeztek meg a helyszínre és jelentették a bolt előtt fekvő embereket. 14:34-kor kezdték el először a diszpécserek felhívni más rendőrtisztek figyelmét az aktív lövöldözésre. 14:36-kor az elkövető visszatért a bolt bejáratához, ahol a rendőrök meggyőzték, hogy tegye le a fegyverét, miután ő azt először nyakának szegezte. A Twitch két perccel az esemény után eltávolította a közvetítést a platformjáról.

## Áldozatok
Tizenhárom embert (tizenegy fekete és két fehér) lőtt meg az elkövető, amelyből tízen belehaltak sérüléseikbe. Négy áldozat is a bolt dolgozói közé tartozott, beleértve Salter, a felfegyverzett biztonsági őr, aki rálőtt az elkövetőre. Meghalt, míg a három másik dolgozó túlélte. A legidősebb áldozat 86, a legfiatalabb 20 éves volt.

## Nyomozás
Erie megye sheriffje, John Garcia azt nyilatkozta, hogy „a lövöldözés egy fajgyűlölet motiválta bűncselekmény volt, amit egy, a közösségünkön kívülálló személy követett el.” A helyi FBI-vezető, Stephen Belongia azt mondta riportereknek, hogy az ügynökség nyomozásba kezdett a támadással kapcsolatban és fajgyűlölet motiválta bűncselekményként, illetve szélsőségességként tekintenek rá.
A rendőrség 14:26-ra már letartóztatta az elkövetőt, a buffalói rendőrségre szállították.

## Elkövető
Payton S. Gendron, a 18 éves vádlott elkövető, fehér férfi. A rendőrség azt mondta, hogy nem a városból származik és, hogy három és fél órát utazott, hogy véghez vigye tervét. Otthona Conklin volt, amely New York egyik főként fehérek által lakott területén található. Az SUNY Broome Közösségi Főiskola tanulója volt Binghamtonban. A főiskola bejelentette, hogy már nem tartozik tanulói közé. A The New York Times által meginterjúvolt osztálytársai azt mondták az újságnak, hogy Gendron annyira félt a Covid19-vírustól, hogy vegyvédelmi ruhában járt iskolába.
2021 júniusában Gendron ellen nyomozás indult Broome megyében, amiért megfenyegette iskolatársait a helyi középiskolában. Mikor egy tanára megkérdezte, hogy mik a tervei az iskola után, azt válaszolta, hogy „gyilkolni és öngyilkos akarok lenni.” Tanácsadásokon kellett részt vennie és mentális egészségét is ellenőrizték. Mivel ezeket az ellenőrzéseket nem önkéntelenül tette, ezért nem tiltották meg neki a fegyvertartást. A rendőrség szerint fenyegetése nem volt elég konkrét ahhoz, hogy tovább nyomozzák az ügyet.
Mikor megvette a fegyvereket, az amerikai törvény elvárásai szerint elvégeztek rajta egy átvilágítást. A fegyvert eladó személy a következőt mondta: „Nem láttam rajta semmi különlegeset, mert ha láttam volna, nem adtam volna el neki a fegyvert.” Ehhez hasonlóan a sörétes fegyver megvételénél is átment a vizsgálaton Pennsylvaniában. Az eladó elmondása szerint Gendron azt mondta neki, hogy célba lövést fog gyakorolni a fegyverekkel.
A rendőrség elmondása szerint a támadás előtti napon Gendron a városban volt, hogy felderítse a Tops-üzletet. A megye körzeti bírája azt mondta, hogy volt bizonyítéka, hogy Gendront fajgyűlölet motiválta. Volt egy fiókja a Discord platformon, amelyen közzétett egy listát a támadásra való felkészüléséről, a Daily Intelligencer információi szerint. A Bloomberg News szerint a Discord-előzményei szerint a támadást eredetileg március 15-re, a Christchurch-i lövöldözés évfordulójára tervezte. A fegyverére a hírek szerint a nigger szót írta. A The Daily Beast információi szerint pedig a 2021-es waukeshai lövöldözés áldozatainak nevét is feltüntette. Ugyan a fegyvert legálisan vette, utólag módosította azt, hogy az több lövedéket tudjon tartani.

### Manifesztum
Hírek szerint Gendron megírt egy 180 oldalas manifesztumoz a lövöldözés előtt, amelyben főleg a tömeges bevándorlásról írt és népszerűsítette Renaud Camus fehér nacionalista szélsőjobboldali Nagy Kicserélés összeesküvés-elméletét, amely szerint a fehér emberek ellen népirtás folyik, azzal, hogy csökkentik a születési arányszámukat. A manifesztumban a zsidókat nevezi felelősnek a nem fehérek bevándorlásáért és, hogy a nem fehérek ki fogják irtani a fehéreket. Ezek mellett kifejezte támogatását Dylann Roof és Brenton Tarrant felé. A szerző azt írta, hogy ezeket az ideológiákat azután vette fel, hogy ellátogatott a /pol/ oldalra a 4chan weboldalon. Ezen látogatásai 2020 májusa körül kezdődtek, a Covid19-pandémia elején. Elmondása szerint 2022 januárjában kezdte el tervezni a támadást és azért lett Buffalo a célpontja, mert lakhelyéhez közel ez volt a legnagyobb fekete lakossággal rendelkező település.
A manifesztumban van leírás az életéről, beleértve születési dátuma, amelyek megegyeztek az elfogott elkövetőével. Eredetileg egy Google Docs fájlként jelent meg május 12-én, két nappal a támadás előtt és azóta nem módosították. A manifesztumban hosszasan és részletesen leírja a támadás terveit. A bevásárlóközpontban történt támadás után tervezett további lövöldözéseket is az elkövető.
A lövöldözést követő napon Rupert Ablett-Hampson, Új-Zéland cenzorja átmenetileg betiltotta a manifesztumot az országban, azt követően, hogy kiderült, hogy az elkövetőt inspirálta a Christchurch-i lövöldözés. Ehhez hasonlóan elindították a folyamatot az élő adás újra felhasználásának betiltására.

## Reakciók
Joe Biden amerikai elnök a lövöldözést „terrorizmus”-nak és „fajgyűlölet motiválta bűncselekmény”-nek nevezte. Kathy Hochul, New York kormányzója Buffalóba utazott. A megyei sheriff részvétet nyilvánított az áldozatoknak és családjaiknak és felajánlotta tisztjeit a nyomozás kisegítésére.
A Twitch kiadott egy közleményt a lövöldözés után, amiben megerősítette, hogy az elkövető használta a platformot, hogy közvetítse tettét. Felfüggesztették profilját és bejelentették, hogyha bárki megpróbálja újra leadni az eseményeket, azt eltiltják és megakadályozzák.